# Hyojong van Joseon
Koning Hyojong van Joseon, geboren als Yi Ho, was de zeventiende vorst van de Koreaanse Joseondynastie. Hij volgde zijn vader op, koning Injo, toen deze stierf in 1649.
Koning Hyojong had een deel van zijn leven doorgebracht aan het hof van de Qingdynastie. Samen met zijn oudere broer Sohyeon moest hij daar verblijven nadat zijn vader zich had overgeven aan deze nieuwe dynastie. Nadat zijn broer was overleden, waarschijnlijk om het leven gebracht door zijn eigen vader, werd Hyojong de nieuwe kroonprins.
Reeds tijdens zijn verblijf aan het hof van de Qingdynastie had Hyojong plannen gemaakt om deze dynastie binnen te vallen, zodra hij weer terug was in zijn vaderland. Toen Qing echter in 1644 de Mingdynastie versloeg en de troepen van de Chinezen bij haar eigen troepen voegde, was het leger van Qing oppermachtig. Hyojong reorganiseerde het leger en liet diverse forten bouwen langs de grenzen.
Ondertussen werden de contacten met Qing steeds vriendelijker, dit onder meer omdat Qing de koning van Joseon als een bondgenoot beschouwde. In 1654 werd het leger van Joseon zelfs gevraagd om samen met Qing oorlog te voeren tegen Rusland.
Niet alleen het leger werd gereorganiseerd, ook werden boeken gepubliceerd over landbouw om het land te doen herstellen van de Imjin oorlog. Hij zette de hervormingen door die eerder door koning Gwanghaegun waren ingezet.

## Hendrick Hamel
In 1653, tijdens het bewind van koning Hyojong, leed een groep Nederlanders schipbreuk op het eiland Jeju. Onder hen was Hendrick Hamel, een VOC-boekhouder, die later een verslag zou schrijven over zijn verblijf in Korea. De Nederlanders werden ingezet als lijfwacht van de koning. Ook werd via de Nederlanders meer informatie verkregen over het vervaardigen van musketten en kanonnen.

## Volledige postume naam
- Koning Hyojong Heumcheon Daldo Gwanggok Hongyeol Seonmun Jangmu Sinseong Hyeonin Myeongeui Jeongdeok de Grote van Korea
- 효종흠천달도광곡홍열선문장무신성현인명의정덕대왕
- 孝宗欽天達道光穀弘烈宣文章武神聖顯仁明義正德大王